# Jonas Rutsch
Jonas Rutsch (Erbach, Alemanha, 24 de janeiro de 1998) é um ciclista profissional alemão que compete com a equipa EF Education-EasyPost.

## Trajetória
Estreiou como profissional em 2017 com a equipa alemã do Team Lotto-Kern Haus. a 31 de março de 2019, conseguiu sua primeira vitória como profissional ao vencer com a seleção alemã a Gante-Wevelgem sub-23, prova pertencente à Copa das Nações UCI. Três meses depois fez-se oficial seu salto ao WorldTour em 2020 depois de assinar com o EF Education First.

## Palmarés
- 2019
  - Gante-Wevelgem sub-23

## Resultados em Grandes Voltas
| Corrida | Corrida         | 2017 | 2018 | 2019 | 2020 | 2021 | 2022 |
| ------- | --------------- | ---- | ---- | ---- | ---- | ---- | ---- |
|         | Giro d'Italia   | —    | —    | —    | —    | —    | —    |
|         | Tour de France  | —    | —    | —    | —    | 55.º |      |
|         | Volta a Espanha | —    | —    | —    | —    | —    | —    |

—: não participa

Ab.: abandono

## Equipas
- Team Lotto-Kern Haus (2017-2019)
- EF Edcuation First (2020-)
  - EF Pro Cycling (2020)
  - EF Education-NIPPO (2021)
  - EF Education-EasyPost (2022-)